# Haabersti

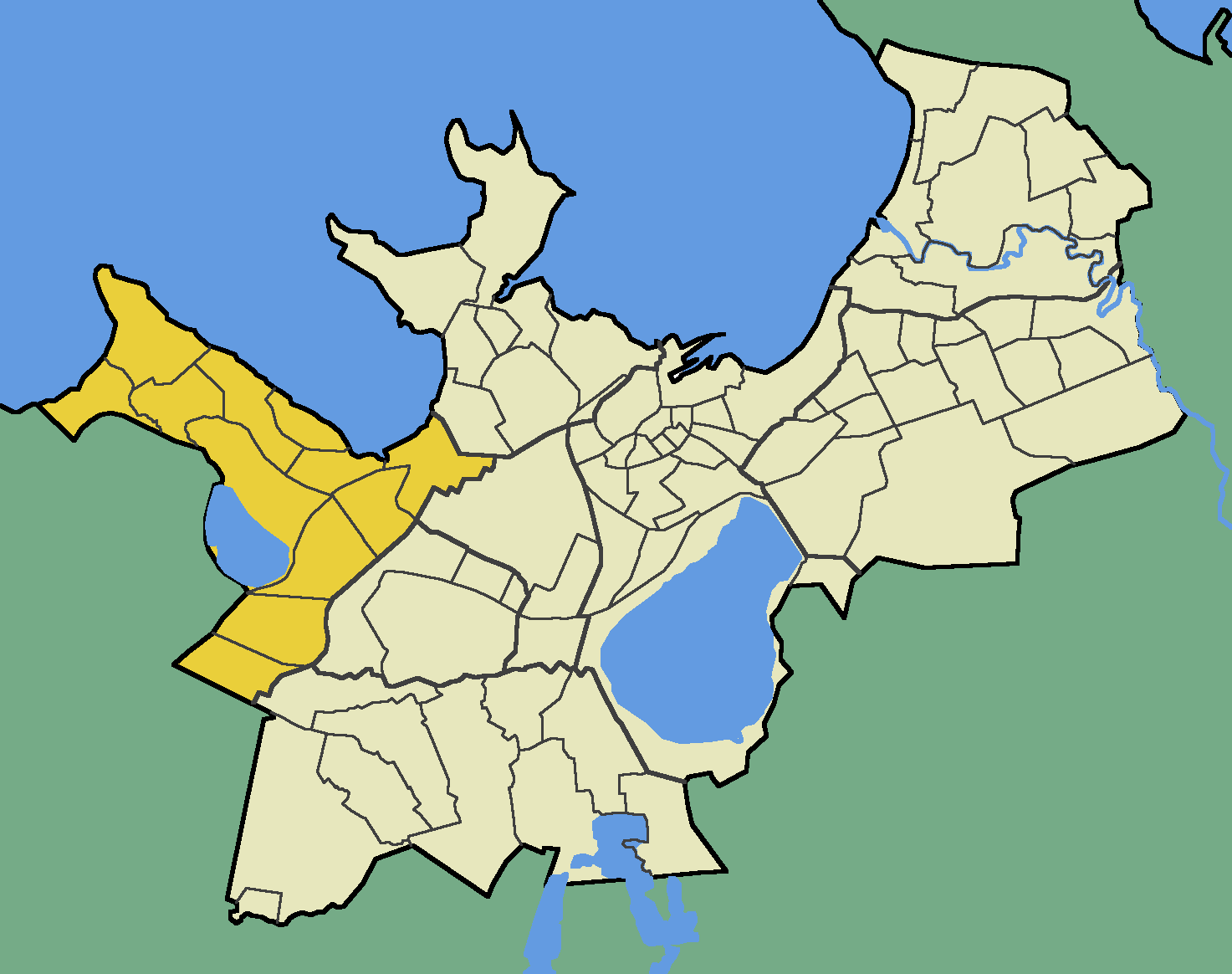
Lage von Haabersti in Tallinn

Haabersti (deutsch: Habers) ist ein Stadtteil der estnischen Hauptstadt Tallinn.

## Stadtteil
Haabersti liegt im Westen Tallinns an der Ostsee-Küste. Der Stadtteil hat eine Fläche von 18,6 km². In ihm leben 39.587 Menschen (Stand 1. Januar 2008).
Haabersti unterteilt sich in zwölf Stadtteilbezirke: Astangu, Haabersti, Kakumäe, Mustjõe, Mäeküla, Õismäe, Pikaliiva, Rocca al Mare, Tiskre, Väike-Õismäe, Veskimetsa und Vismeistri. Auf dem Gebiet liegt auch der Harku-See.
Die Bevölkerung ist etwa zu gleichen Anteilen gemischt estnisch- bzw. russischsprachig (50,2 % estnisch, 47,3 % russisch). 
Der Anteil der russischsprachigen Bevölkerung ist vor allem in den während der Sowjetzeit errichteten Wohnbauvierteln mit großen Plattenbauten wie Väike-Õismäe und Astangu sehr hoch. In den von Einzelhausbebauung geprägten Stadtteilen wie Kakumäe, Vismeistri oder Tiskre dominieren hingegen die ethnischen Esten. 
In Haabersti befinden sich das Estnische Freilichtmuseum (estnisch Eesti Vabaõhumuuseum) mit seiner großen ethnographischen Sammlung bäuerlicher estnischer Gebäude und Arbeitsgerätschaften, der Tallinner Zoo und die Multifunktionshalle Saku Suurhall.

## Bilder

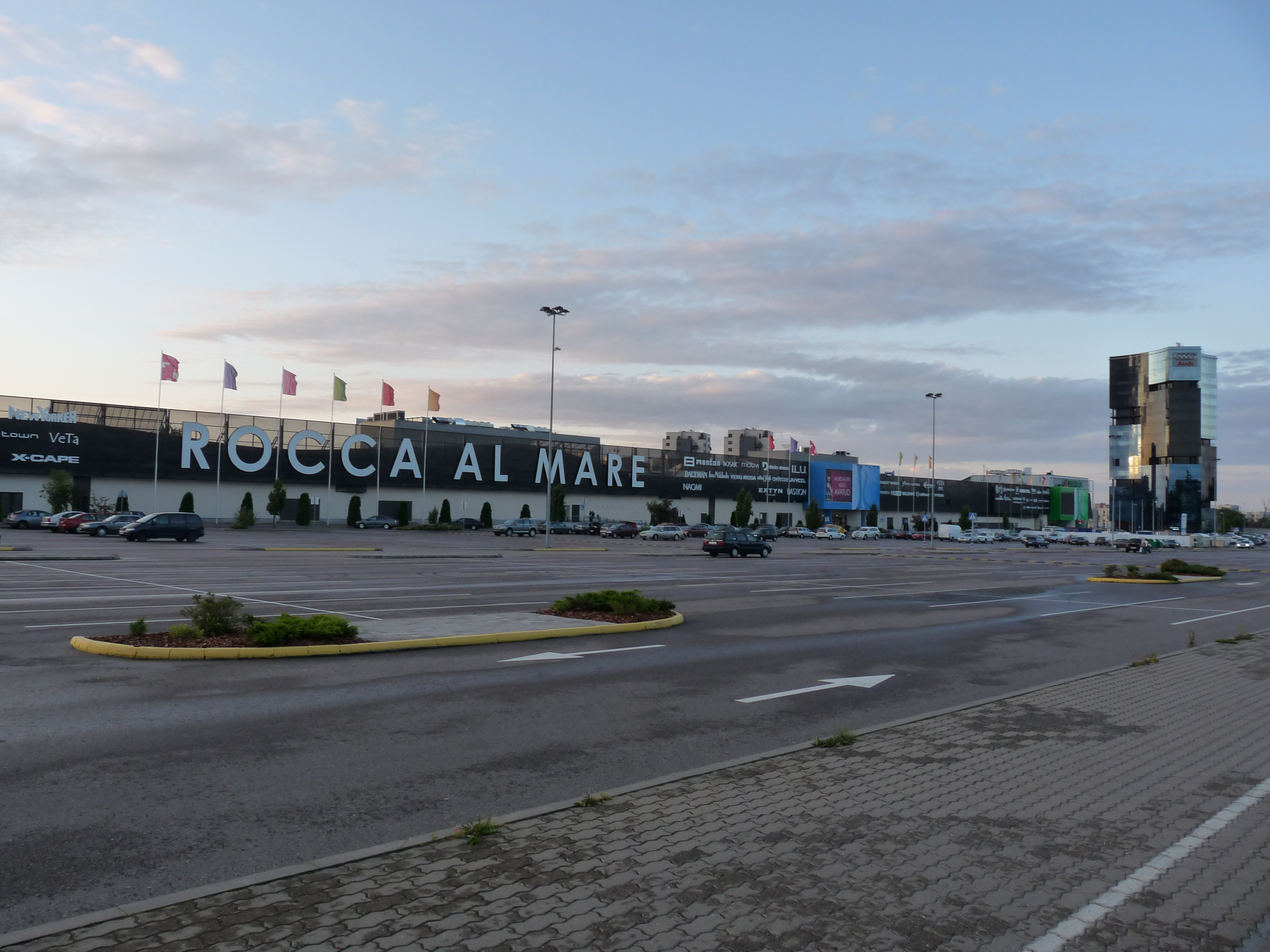
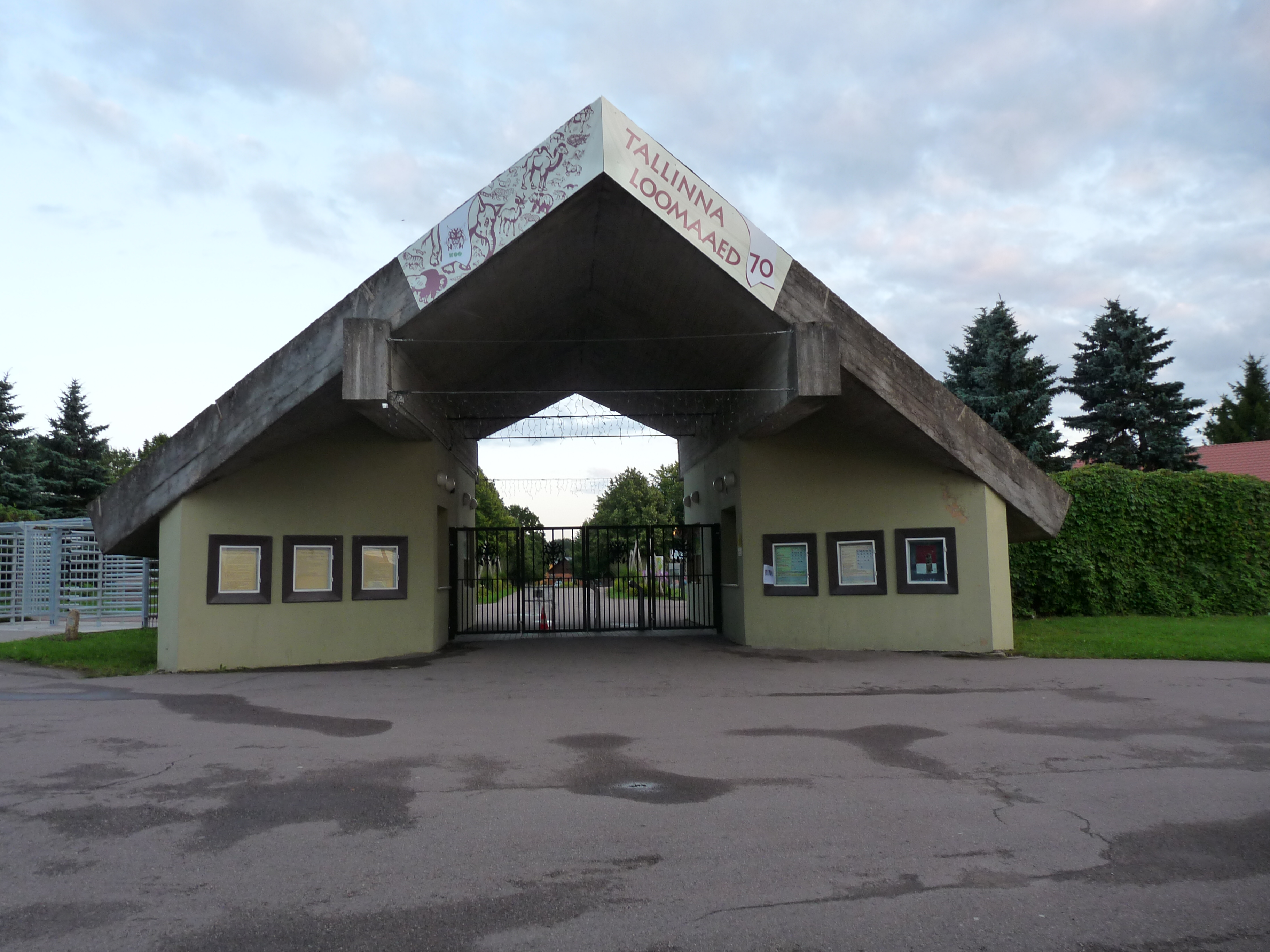
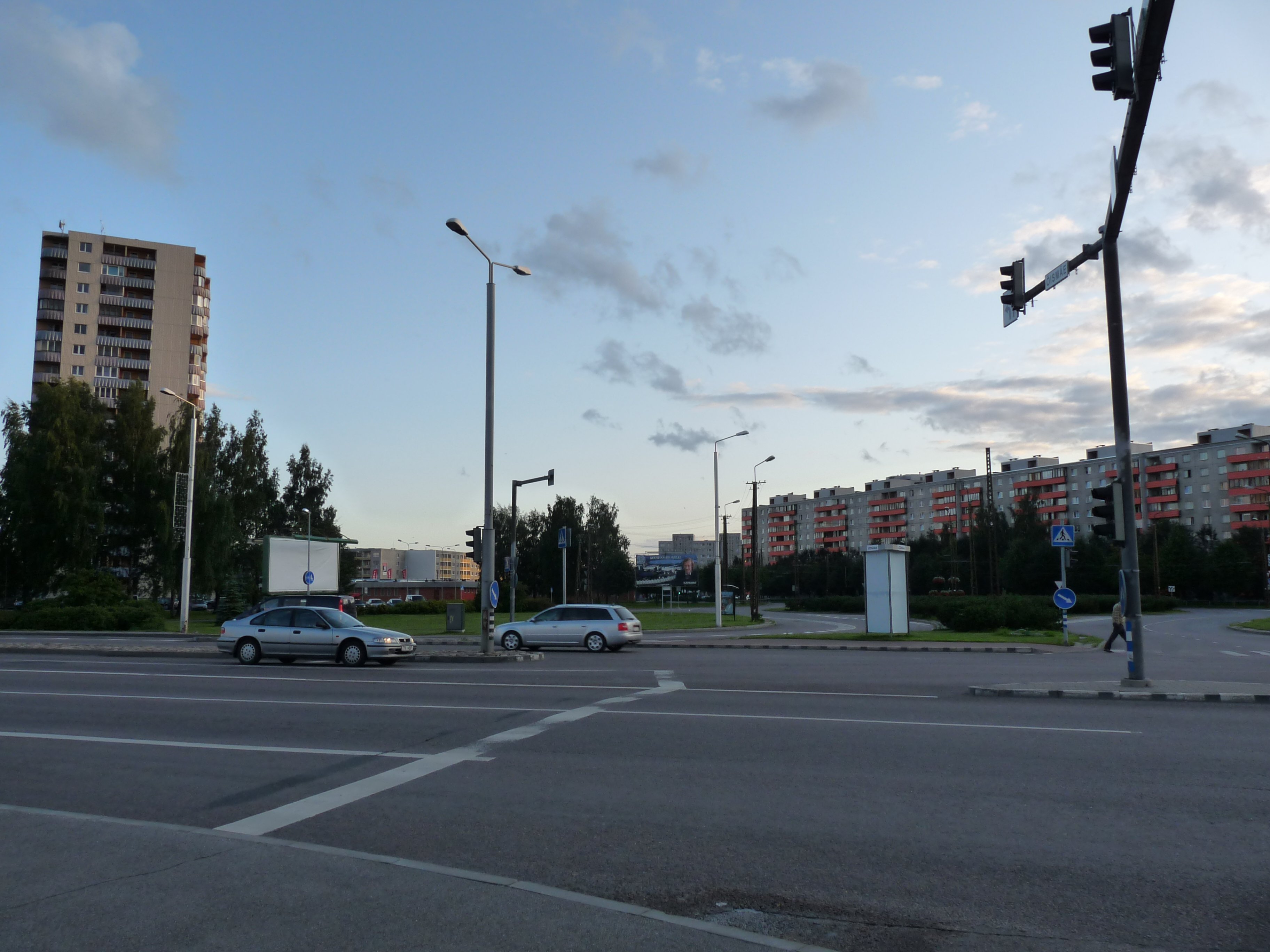
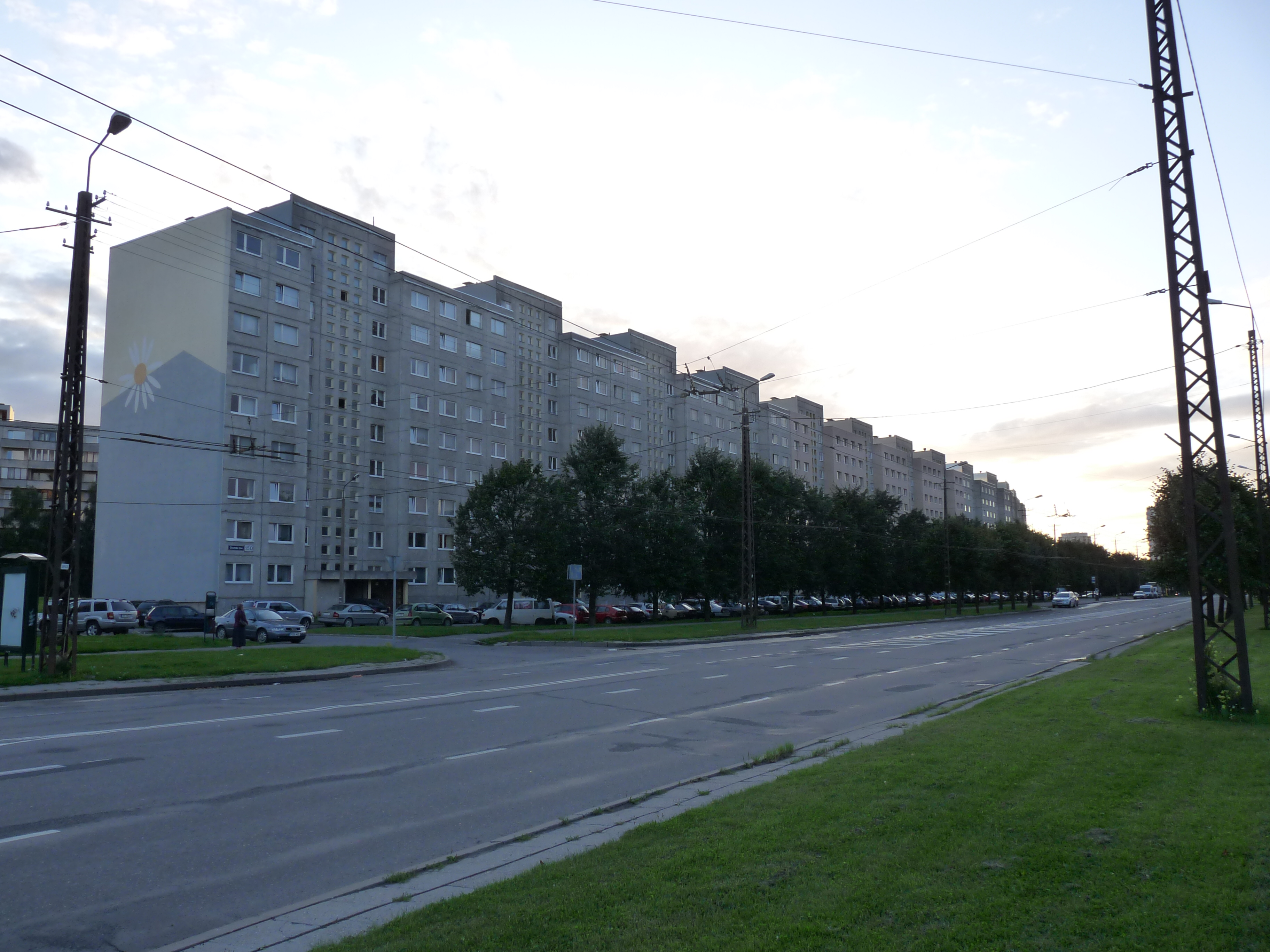
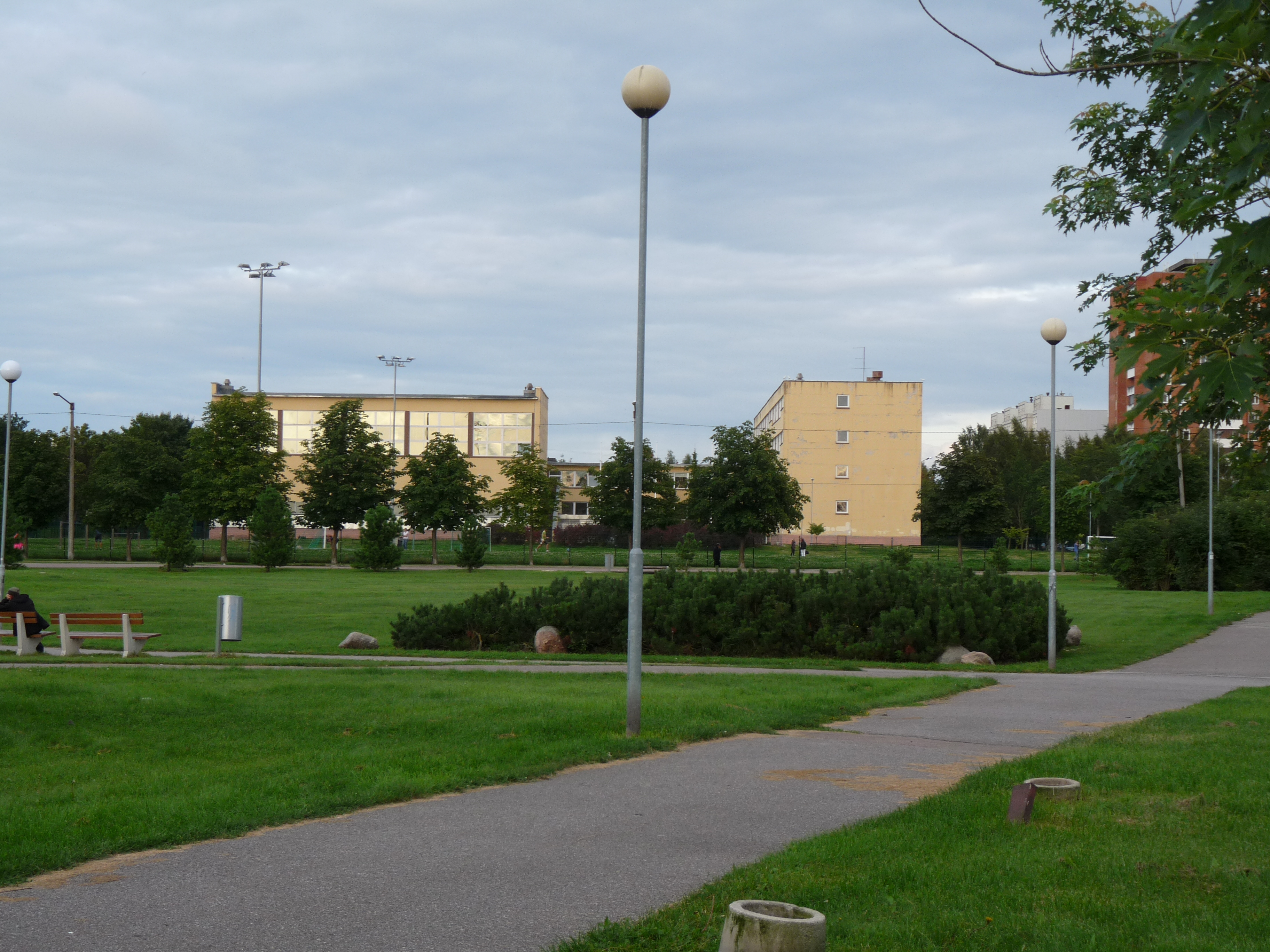
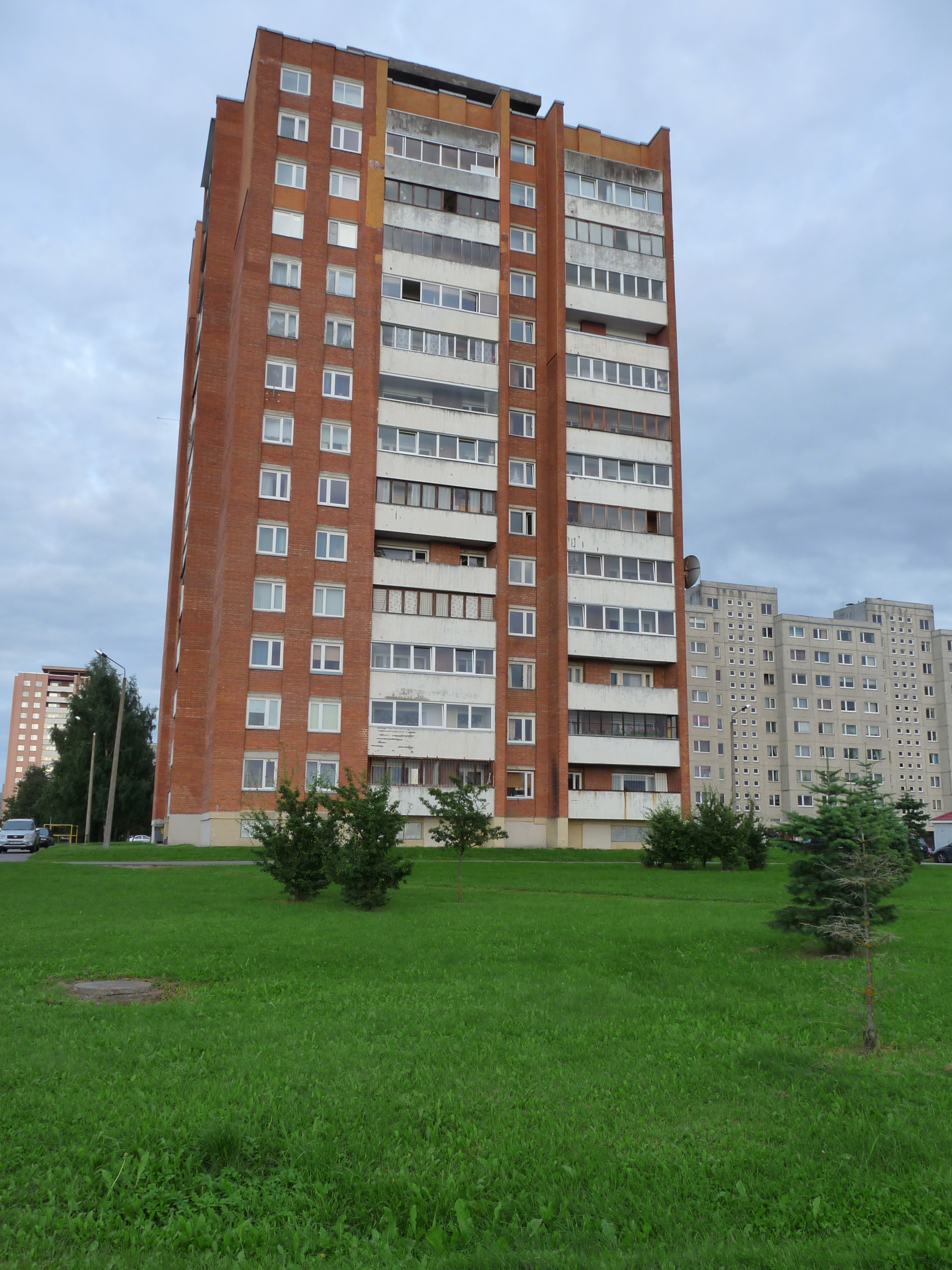
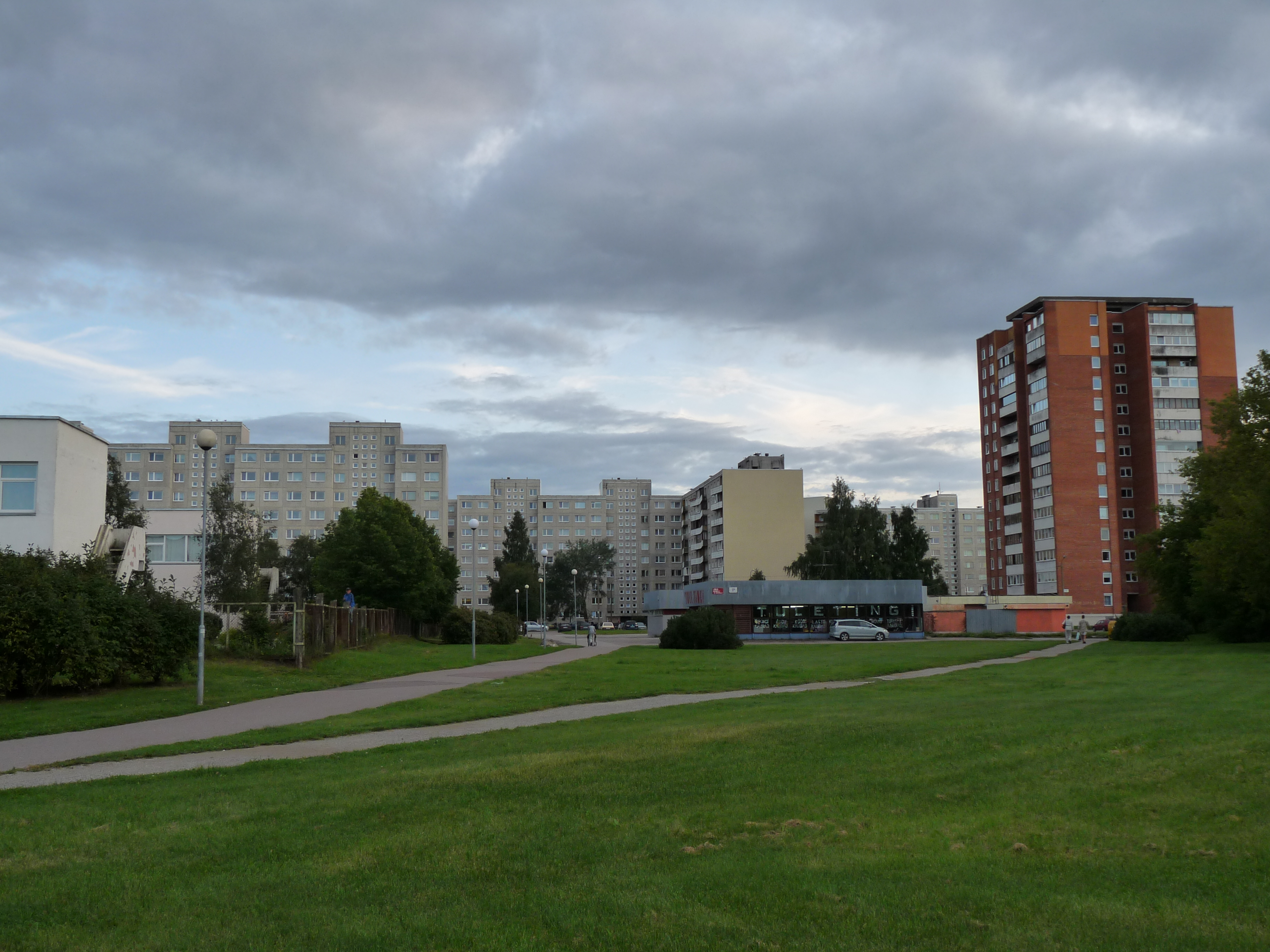
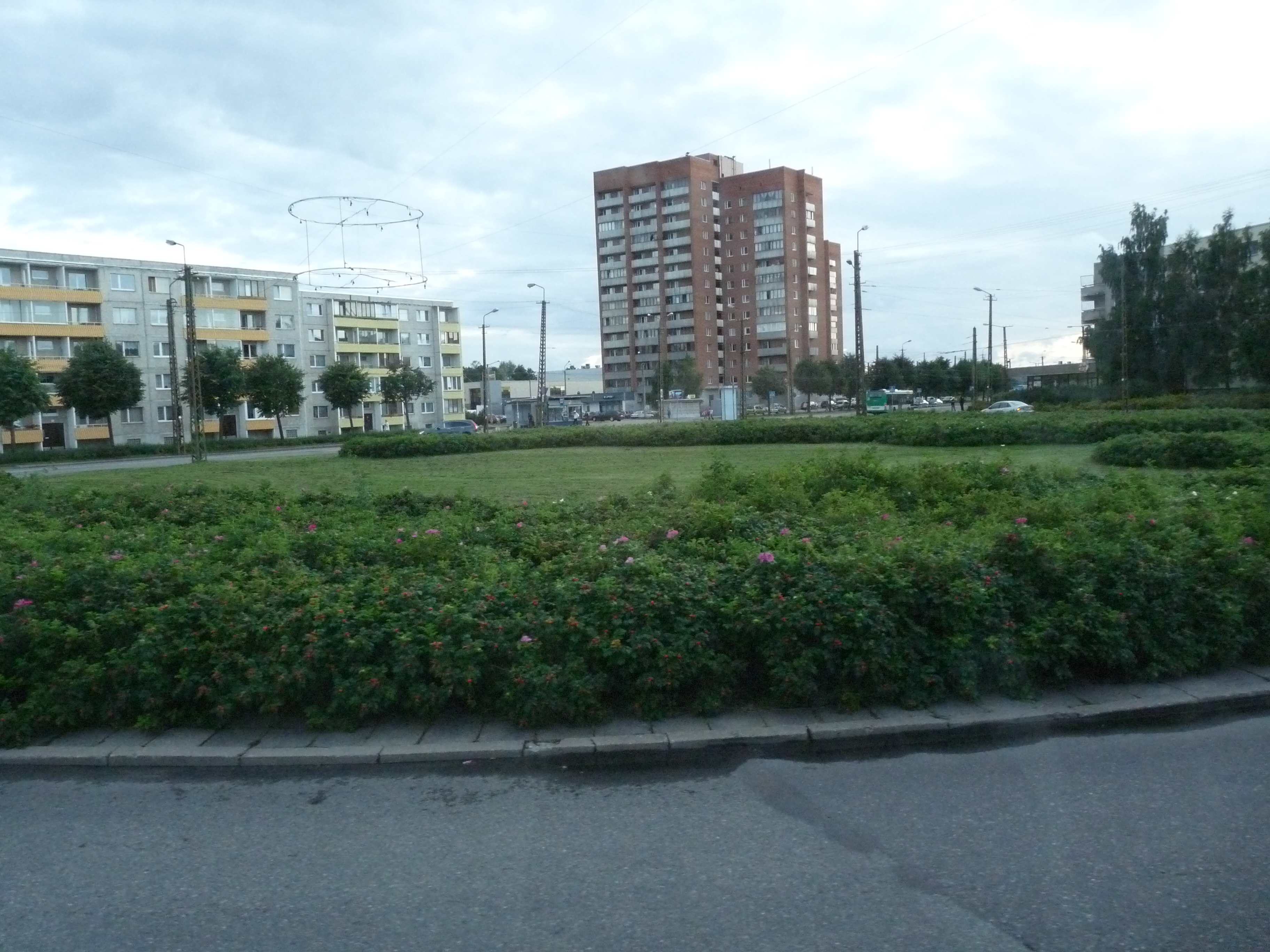